# حبيل الملح (يهر)

تعديل مصدري - تعديل

حبيل الملًح هي إحدى قرى عزلة يهر بمديرية يهر التابعة لمحافظة لحج، بلغ تعداد سكانها 71 نسمة حسب تعداد اليمن لعام 2004.